# 43 (число)
43 (со́рок три) — натуральне число між 42 і 44.

## Математика
- 14-те просте число
- 243 = 8796093022208
- 43 — четверте число ряду Сільвестра

## Наука
- Атомний номер технецію

## Дати
- 43 рік
- 43 рік до н. е.

## Інші галузі
ASCII-код символу «+»